# Der Lumpenmann
Der Lumpenmann ist eine vom Fernsehen der DDR produzierte Komödie von Jochen Thomas aus dem Jahr 1982 mit Herbert Köfer in der Titelrolle.

## Handlung
Altwarenhändler Richard Müller ist ein bodenständiger älterer Herr, der sich selbst den Kosenamen „Lumpenmann“ gibt. Während er mit den einfachen Leuten seiner Wohngegend Umgang hat und dabei sehr glücklich ist, hat sein Sohn Peter eine höhere Laufbahn eingeschlagen. Peter studiert Medizin und heiratet demnächst in eine hoch angesehene Familie ein, wo der Vater Baudirektor ist. Seinem künftigen Schwiegereltern erzählt er, sein Vater Richard sei Leiter der „Abteilung zur Organisation und Beschaffung von Sekundärrohstoffe“, weil er vor ihnen nicht als der Sohn eines einfachen Altstoffhändlers dastehen will. Peter gibt sich alle Mühe, seine Lüge aufrechtzuerhalten, doch angesichts der bevorstehenden Verlobung muss er seinem Vater die Wahrheit sagen. Richard ist zunächst erbost, dass sich Peter seiner Herkunft wegen schämt, lässt sich dann aber doch überreden mitzuspielen. Allerdings hat Richard dabei einen ganz anderen Hintergedanken, denn bei der anstehenden Sanierung der Straße seines Wohngebietes, will die Baufirma der Einfachheit halber die noch vorhandenen alten Straßenbahnschienen einfach zuasphaltieren, anstatt sie vorher zu entfernen. Und das geht einem Rohstoffhändler gehörig gegen den Strich. Deshalb will er mit der übergeordneten Instanz sprechen und das ist Baudirektor Willi Kurski, den Richard nun privat aussucht.
Willi Kurski, Peters zukünftiger Schwiegervater, hatte sich bei einem Bekannten über den angeblichen Abteilungsleiter Müller erkundigt. Da es im Ministerium tatsächlich einen R. Müller bei der „Abteilung zur Organisation und Beschaffung von Sekundärrohstoffen“ gibt, geht Baudirektor Willi Kurski davon aus, dass es sich dabei nur um Peters Vater handeln kann. Als dieser nun so ganz überraschend vor der Tür steht, weiß Kurski nicht so recht, wie er mit einem Ministeriumsmitglied umgehen soll und ist deshalb offen für Richards Anliegen. Doch schon bald findet Kurski den Schwindel heraus und setzt zum Gegenschlag an. Er erscheint kurzerhand bei Richard in dessen Altstoff-Aufkaufstelle unter dem Vorwand Flaschen abzugeben. Obwohl Richard anfangs leugnet der Müller zu sein den Kurski als angeblichen Abteilungsleiter kennt zu sein, gibt er es am Ende aber zu und so klärt sich alles auf. Beide sind froh, dass sie zukünftig normal miteinander umgehen können und sich niemand mehr verstellen muss.

## Produktion
Der Film erlebte am 31. Januar 1982 im 1. Programm des Fernsehens der DDR seine Erstausstrahlung.

## Rezeption
Der Filmdienst bezeichnete den Film als ein „Heiter-besinnliches Fernsehspiel“.